# Pathé (casa discografica)
La Pathé è stata una casa discografica francese, fondata nel 1896; ha avuto una sede italiana, attiva soprattutto negli anni cinquanta e sessanta.

## Storia

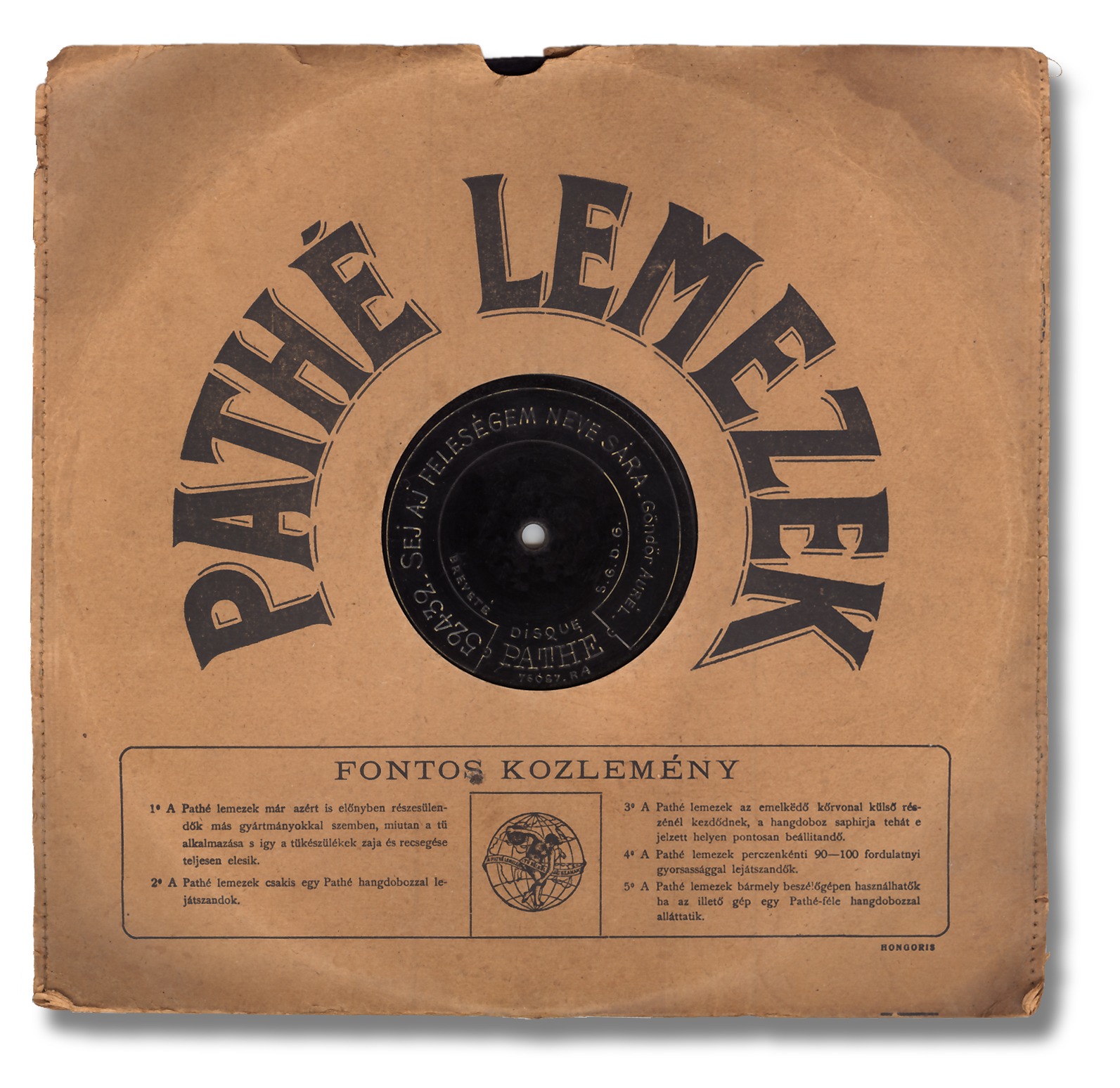
Disco ungherese della Pathé

La Pathé trae il nome dai fondatori, i due fratelli Charles et Émile Pathé, che nel 1896 fondarono (insieme ad un altro fratello, Théophile, che però abbandonò presto l'attività) un'azienda per la vendita di apparecchi fonografici, la Pathé-Frères: nel giro di un paio di anni si dedicarono anche alla produzione di apparecchiature per il cinema ed alla produzione di dischi a 100 giri (particolari primi dischi da grammofono, in cui la registrazione iniziava dal centro e si sviluppava a spirale verso l'esterno) e poi a 78 giri di musica classica.
Nel 1918 i due fratelli decisero di separare l'attività cinematografica da quella discografica: di quest'ultima si occupò Emile.
Nel 1924 la Pathé (grazie ad un accordo con Guglielmo Marconi, titolare della Marconiphone, azienda italiana specializzata nella produzione di apparecchi radiofonici che, da questo momento, entrò anche nel campo della distribuzione discografica con la denominazione Pathé Marconi), iniziò ad essere presente sul mercato italiano.
Da questo momento seguì le vicende dell'etichetta e dapprima, nel 1931, entrò a far parte del gruppo VCM (Voce del padrone - Columbia - Marconiphone) e, nel 1967, della EMI Italiana (che ne incamerò tutto il catalogo italiano).
Oltre che distribuire in Italia artisti della casa madre, come ad esempio Sacha Distel, per la Pathé incisero molti artisti italiani, i più noti furono senza dubbio Narciso Parigi e Renato Carosone.
Per la Pathé - talvolta indicata anche come Pathe - incise negli anni venti la cantante jazz statunitense Annette Hanshaw.

## I dischi pubblicati
Per la datazione ci siamo basati sull'etichetta del disco, o sul vinile o, infine, sulla copertina; qualora nessuno di questi elementi avesse una datazione, ci siamo basati sulla numerazione del catalogo; se esistenti, abbiamo riportato oltre all'anno il mese e il giorno (quest'ultimo dato si trova, a volte, stampato sul vinile).

In origine, nella catalogazione, le lettere iniziali CS significavano Carosone Stereo, mentre il numero iniziale 1 indicava il 45 giri, 2 l'EP e 3 il 33 giri; con il cambiamento degli scopi dell'etichetta, non più dedicata al solo Carosone ma con altri artisti, mutò anche la catalogazione.

### 78 giri
| Numero di catalogo | Anno                              | Interprete | Titoli                                                         |
| ------------------ | --------------------------------- | --- | -------------------------------------------------------------- |
| E 15128            | 1936                              | Maurizio Carta | No potho reposare                                              |
| MG 13              | 11 gennaio 1951                   | Trio Carosone | Scalinatella/Oh! Susanna                                       |
| MG 14              | 11 gennaio 1951                   | Trio Carosone | Quizas, Quizas, Quizas/L'Horloge De Grand Mère                 |
| MG 17              | 1951                              | Rosaclot e il suo complesso | Tre numeri al lotto (i pappagalli)/Anema e core                |
| MG 42              | 3 luglio 1951                     | Marisa Colomber | Me voy pa'l pueblo/El marinerito                               |
| MG 60              | 16 ottobre 1951                   | Marisa Colomber | Anema e core/Una bambola piange                                |
| MG 102             | 1952                              | Trio Carosone | Papaveri e papere/Buona Pasqua                                 |
| MG 112             | 1952                              | Narciso Parigi | Sul Lungarno/Al viale dei colli                                |
| MG 115             | 23 maggio 1952                    | Original Lambro Jazz Band | Friendless blues/Waiting for the Robert E. Lee                 |
| MG 116             | 28 maggio 1952                    | Original Lambro Jazz Band | Chimes blues/Big Bear Stomp                                    |
| MG 126             | 1952                              | Amedeo Pariante | Povera carruzzella/Duie passe p''a riviera                     |
| MG 292             | 1952                              | Amedeo Pariante | Canzona amalfitana/Scapricciatiello                            |
| MG 157             | 1952                              | Trio Carosone | Tre numeri al lotto (i pappagalli)/Oh!Susanna                  |
| MG 170             |                                   | Renato Carosone & il suo quartetto                                                                                               | Desiderio 'e sole/Violino tzigano                              |
| MG 171             | 1953                              | Trio Carosone / Renato Carosone & il suo quartetto                                                                               | Domino/El cumbanchero                                          |
| MG 181             | 1953                              | Narciso Parigi | Perdonami/Non dirmi nulla                                      |
| MG 193             | 11 dicembre 1953                  | Narciso Parigi | Malafortuna/E' ritornata Primavera                             |
| MG 218             | 1954                              | Renato Carosone & il suo quartetto                                                                                               | La pansé/Ciel de Paris                                         |
| MG 219             | 1954                              | Narciso Parigi | Donna bugiarda/Avevo solo te                                   |
| MG 222             | 1954                              | Narciso Parigi | Stornellata al tramonto/Quando Roma era una stampa del Pinelli |
| MG 223             | 1954                              | Narciso Parigi | Sarà la primavera?/Per una volta sola                          |
| MG 224             | 1954                              | Coro I.N.C.A.S. | Questa mattina/Dormi mia bella                                 |
| MG 225             | 1954                              | Renato Carosone & il suo quartetto                                                                                               | Malafemmena/Sciù Sciù                                          |
| MG 228             | 1954                              | Rino Palombo | L'ammore 'ncarrozzella/Tre 'nnammurate                         |
| MG 234             | 1954                              | Rino Palombo | Tre 'nnammurate/Capurale portalettere                          |
| MG 246             | 13 maggio 1954                    | Renato Carosone & il suo quartetto                                                                                               | La pansé/Malafemmena                                           |
| MG 260             | 1954                              | Carlastella | L'uomo che voglio/Il fiume senza ritorno                       |
| MG 267             | 20 novembre 1954                  | Renato Carosone & il suo quartetto                                                                                               | La donna riccia/Ehi cumpari                                    |
| MG 271             | 24 gennaio 1955                   | Renato Carosone & il suo quartetto                                                                                               | Ballata selvaggia/Il piccolo montanaro                         |
| MG333              | 20 febbraio 1956                  | Renato Carosone e Gegè Di Giacomo / Renato Carosone e Piero Giorgetti                                                            | Io mammeta e tu / Domani                                       |
| MG 337             | 30 dicembre 1955 / 5 gennaio 1955 | Renato Carosone e il suo Quartetto, canta Piero Giorgetti / Renato Carosone e il suo Quartetto, canta Piero Giorgetti in inglese | Ricordate Marcellino? / Papa Loves Mambo (Babbo ama il mambo)  |
| MG 374             | 19 settembre 1956                 | Narciso Parigi | Guaglione/Chella llà                                           |
| MG 391             | 1957                              | Narciso Parigi | Io pregherò/Serenatella sciuè sciuè                            |
| MG 392             | 1957                              | Narciso Parigi | Buon anno... buona fortuna/Per ore ed ore                      |
| MG 438             | Aprile 1958                       | Narciso Parigi | Ruscello di montagna/Quelle che amai                           |

### 33 giri - Serie QAT
| Numero di catalogo | Anno | Interprete                         | Titoli                  |
| ------------------ | ---- | ---------------------------------- | ----------------------- |
| QAT 6001           | 1953 | Narciso Parigi                     | Canzoni                 |
| QAT 6003           | 1954 | Renato Carosone & il suo quartetto | Carosello Carosone      |
| QAT 6008           | 1955 | Renato Carosone & il suo quartetto | Carosello Carosone n° 2 |
| QAT 6011           | 1956 | Renato Carosone & il suo quartetto | Carosello Carosone n° 3 |
| QAT 6013           | 1957 | Renato Carosone & il suo quartetto | Carosello Carosone n° 4 |
| QAT 6014           | 1957 | Elena Giusti                       | Una voce nella sera     |
| QAT 6015           | 1957 | Renato Carosone & il suo sestetto  | Carosello Carosone n° 5 |
| QAT 6016           | 1957 | Renato Carosone & il suo sestetto  | Carosello Carosone n° 6 |
| QAT 6017           | 1958 | Renato Carosone & il suo sestetto  | Carosello Carosone n. 7 |

### 33 giri - Serie MT
| Numero di catalogo | Anno | Interprete     | Titoli                       |
| ------------------ | ---- | -------------- | ---------------------------- |
| MT 1012            | 1957 | Duke Ellington | A Blues Serenade             |
| MT 1017            | 1958 | Nicla Di Bruno | Nicla Di Bruno               |
| MT 1019            | 1958 | Narciso Parigi | Le canzoni rimaste nel cuore |

### EP
| Numero di catalogo | Anno              | Interprete                                                                       | Titoli |
| ------------------ | ----------------- | -------------------------------------------------------------------------------- | --- |
| GQ 504             | novembre 1956     | Aimé Barelli e la sua Orchestra                                                  | Rapsodia in blue/Un Americano a Parigi                                                                          |
| GQ 508             | 27 novembre 1954  | Renato Carosone & il suo quartetto                                               | Johnny Guitar/Il Piccolo Montanaro/La Pansé/Yes Sir, That´s My Baby                                             |
| GQ 514             | Dicembre 1955     | Renato Carosone & il suo quartetto                                               | Ciribiribin/Tani/Pianofortissimo/Rapsodia svedese                                                               |
| GQ 515             | Dicembre 1955     | Renato Carosone & il suo quartetto                                               | Carlotta/La Donna Riccia/Scapricciatiello/Maruzzella                                                            |
| GQ 517             | 22 dicembre 1955  | Renato Carosone & il suo Quartetto                                               | Mambo Italiano/Mo vene Natale/Io mammeta e tu/Domani                                                            |
| GQ 518             | 29 febbraio 1956  | Renato Carosone & il suo Quartetto                                               | Blues/Rock Around The Clock/Giuvanne cu 'a chitarra/Ricordate Marcellino?                                       |
| GQ 519             | febbraio 1958     | Lucienne Delyle                                                                  | Le Rififi/Un Ange comme ça/I Love Paris/C'est magnifique                                                        |
| GQ 520             | 18 maggio 1956    | Renato Carosone & il suo Quartetto                                               | In un mercato persiano/'A Luciana/Danza degli Scorpioni/Papa Loves Mambo                                        |
| GQ 521             | 14 giugno 1956    | Renato Carosone & il suo pianoforte "Oscar" - Renato Carosone & il suo Quartetto | Il gattino sulla tastiera/Danza degli Scorpioni/Boogie Woogie italiano/In un mercato persiano                   |
| GQ 528             | 16 novembre 1956  | Renato Carosone & il suo quartetto                                               | Guaglione/'e spingole francese!/Vino, vino/T'è piaciuta                                                         |
| GQ 529             | 27 novembre 1956  | Renato Carosone - Renato Carosone & il suo quartetto                             | (La pansé/Io mammeta e tu/T'è piaciuta/N'accorde in fa)                                                         |
| GQ 530             | 13 dicembre 1956  | Renato Carosone e il suo sestetto                                                | ('O suspiro/tu vuo' fa l'americano/Buonanotte/Piccerella)                                                       |
| GQ 534             | 2 aprile 1957     | Renato Carosone & il suo sestetto                                                | Serenatella sciuè sciuè/Tu vuo' fa' l'americano/Mamma Rosa/Il pericolo n° 1                                     |
| GQ 535             | 19 aprile 1957    | Renato Carosone & il suo sestetto                                                | Chella llà/Amaramente/'O suspiro/Que serà, serà (whatever will be, will be)                                     |
| GQ 536             | 5 giugno 1957     | Renato Carosone & il suo sestetto                                                | Lazzarella/Storta và...deritta vene!/L'hai voluto te!/A casciaforte                                             |
| GQ 537             | 30 luglio 1957    | Renato Carosone e il suo sestetto                                                | L'hai voluto te!/'O suspiro/'A casciaforte/Tititi-tititi-tititi                                                 |
| GQ 540             | 11 novembre 1957  | Renato Carosone & il suo sestetto                                                | Buon Natale, amore/Pigliate 'na pastiglia/Torero/I tre cumpari                                                  |
| GQ 541             | 12 novembre 1957  | Renato Carosone & il suo sestetto                                                | Piccolissima Serenata/Armen's theme/'A Sunnambula/Lazzarella                                                    |
| GQ 542             | 19 maggio 1958    | Renato Carosone & il suo sestetto                                                | Colonel bogey/'O sarracino/Allegro motivetto/Mama Guitar                                                        |
| GQ 543             | 19 maggio 1958    | Renato Carosone e il suo sestetto                                                | Magic Moments/Caravan Petrol/Amor di pastorello/A Tisket A Tasket                                               |
| GQ 547             | 24 agosto 1959    | Trio Carosone - Renato Carosone e il suo quartetto                               | Yes Sir, That's My Baby/Oh! What A Night!/Music, Music, Music!/Charleston                                       |
| EAQ 38             | 27 ottobre 1958   | The 4 Saints                                                                     | With all my heart/Catch a falling star/There's no you/Diana                                                     |
| EAQ 45             | 1959              | Gian Costello                                                                    | Julia / Grande uomo / Farfalle / La vita mi ha dato solo te                                                     |
| EAQ 55             | 1960              | Narciso Parigi con I Menestrelli dell'Arno                                       | Stornellacci confidenziali                                                                                      |
| EAQ 60             | 1960              | Narciso Parigi con I Menestrelli dell'Arno                                       | Firenze sogna/Mattinata Fiorentina/Il valzer della povera gente/Rondini Fiorentine                              |
| EAQ 61             | 1960              | Narciso Parigi con I Menestrelli dell'Arno                                       | Stornelli fiorentini                                                                                            |
| EAQ 63             | 1960              | Edda Vincenzi e Narciso Parigi                                                   | Romanza della Vilja/Bambolina/Fox Trot della scugnizza/Ti dirò parole                                           |
| EAQ 66             | 1960              | Topo Gigio                                                                       | Topo Gigio nello spazio e in fondo al mare                                                                      |
| EAQ 67             | 1960              | Narciso Parigi con Edda Vincenzi                                                 | Salomè/Leggenda dei campanelli/Spesso a cuore e picche/Il Fox Trot delle gigolettes/Fox della luna/O Cin-Cin-Là |
| EAQ 68             | 1960              | Nilo Ossani                                                                      | Ricordo di Romagna                                                                                              |
| EAQ 70             | 1960              | Narciso Parigi con I Menestrelli dell'Arno                                       | Stornellissimi per le strade                                                                                    |
| EAQ 71             | 1960              | Topo Gigio                                                                       | Topo Gigio va in città                                                                                          |
| EAQ 72             | 1960              | Narciso Parigi con I Menestrelli dell'Arno                                       | Stornellacci scanzonati                                                                                         |
| EAQ 74             | 19 maggio 1961    | Narciso Parigi e Maria Marinari con Barimar e I Menestrelli dell'Arno            | Stornellacci a dispetto                                                                                         |
| EAQ 75             | 1961              | Topo Gigio                                                                       | Topo Gigio va in soffitta                                                                                       |
| EAQ 76             | 1961              | Topo Gigio                                                                       | Topo Gigio e Cappuccetto Rosso                                                                                  |
| EAQ 79             | 1961              | Narciso Parigi con I Menestrelli dell'Arno                                       | Pezzetti di cuore                                                                                               |
| EAQ 80             | 1961              | The Four Saints                                                                  | The Four Saints                                                                                                 |
| EAQ 81             | 1962              | Les Chats Sauvages                                                               | Les Chats Sauvages                                                                                              |
| EAQ 82             | 1962              | Gian Costello                                                                    | Due cipressi/ Addio... Addio/L'ombrellone/Buongiorno, amore                                                     |
| EAQ 86             | 1962              | Narciso Parigi con I Menestrelli dell'Arno                                       | Stornelli per i turisti                                                                                         |
| EAQ 88             | 1962              | Topo Gigio                                                                       | Topo Gigio e il gatto mannaro                                                                                   |
| EAQ 89             | 1962              | The Four Saints                                                                  | The Four Saints                                                                                                 |
| EAQ 90             | 1962              | Narciso Parigi con Barimar e l'Allegra Brigata                                   | Cavallino corri e va.../Voglio vivere così/La mia canzone al vento/Vivere                                       |
| EAQ 91             | 12 ottobre 1962   | I pupazzi di Maria Perego                                                        | Topo Gigio nel Paese delle Meraviglie                                                                           |
| EAQ 95             | 1962              | Richetto                                                                         | Richetto e la befana                                                                                            |
| EAQ 98             | 1963              | Narciso Parigi con I Menestrelli dell'Arno                                       | Folklore toscano                                                                                                |
| EAQ 99             | 15 febbraio 1963  | Narciso Parigi con I Menestrelli dell'Arno                                       | Stornellacci spaziali                                                                                           |
| EAQ 100            | 15 febbraio 1963  | Narciso Parigi con I Menestrelli dell'Arno                                       | Giro d'Italia degli stornelli                                                                                   |
| EAQ 105            | 1963              | Topo Gigio                                                                       | Giovane, giovane/Cosa dici mai/Uno per tutte/Gigio Twist                                                        |
| EAQ 106            | 1963              | Narciso Parigi con Gino Bartali                                                  | Benedetti questi Toscani - Vol. 1                                                                               |
| EAQ 107            | 1963              | Narciso Parigi con Gino Bartali                                                  | Benedetti questi Toscani - Vol. 2                                                                               |
| EAQ 108            | 1963              | Narciso Parigi con Gino Bartali                                                  | Benedetti questi Toscani - Vol. 3                                                                               |
| EAQ 109            | 1963              | Narciso Parigi con Gino Bartali                                                  | Benedetti questi Toscani - Vol. 4                                                                               |
| EAQ 114            | 1963              | Coro Incas                                                                       | Il trenino/Les Montagnards/Valcamonica/Echi a sera                                                              |
| EAQ 116            | 1963              | Narciso Parigi con I Menestrelli dell'Arno                                       | Folklore toscano                                                                                                |
| EAQ 117            | 20 settembre 1963 | Richetto                                                                         | Richetto tra i marziani                                                                                         |

### 45 giri
| Numero di catalogo | Anno            | Interprete                                     | Titoli                                                                          |
| ------------------ | --------------- | ---------------------------------------------- | ------------------------------------------------------------------------------- |
| GQ 2001            | 1953            | Renato Carosone & il suo quartetto             | Eternamente/N'accorde in fa                                                     |
| GQ 2005            | 1954            | Yvette Horner e il suo complesso Musette       | Kiss tango/Rote Rosen, Rote Lippen,Rote Wein (Le tango des jours heureux)       |
| GQ 2006            | 1954            | Renato Carosone & il suo quartetto             | Johnny Guitar/Il piccolo montanaro                                              |
| GQ 2014            | 1956            | Renato Carosone & il suo quartetto             | Giuvanne cu 'a chitarra/'A Luciana                                              |
| GQ 2017            | 1956            | Renato Carosone & il suo quartetto             | Blues (Luci di New York)/Domani                                                 |
| GQ 2019            | 1956            | Renato Carosone & il suo quartetto             | Mister Sandman/C'est magnifique                                                 |
| GQ 2021            | 1956            | Renato Carosone & il suo quartetto             | T'è piaciuta/‘O russo e ‘a rossa                                                |
| GQ 2022            | 1956            | Renato Carosone & il suo quartetto             | Vino, vino/Papa Loves Mambo                                                     |
| GQ 2033            | 1956            | Renato Carosone & il suo quartetto             | Chella llà/Mamma Rosa                                                           |
| GQ 2034            | 1956            | Renato Carosone & il suo quartetto             | Tu vuo' fa' l'americano/Serenatella sciuè sciuè                                 |
| GQ 2035            | 1956            | Renato Carosone & il suo sestetto              | Il pericolo N. 1/Buonanotte                                                     |
| GQ 2037            | 1956            | Renato Carosone & il suo sestetto              | 'O suspiro/Que serà, serà                                                       |
| GQ 2041            | 1957            | Renato Carosone & il suo sestetto              | L'hai voluto te! (alla faccia tua)/Storta va'... deritta vene!                  |
| GQ 2044            | 1957            | Renato Carosone & il suo sestetto              | Piccolissima serenata/Torero                                                    |
| GQ 2045            | 1958            | Renato Carosone & il suo sestetto              | 'A sunnambula/Pigliate 'na pastiglia                                            |
| GQ 2047            | 1958            | Renato Carosone & il suo sestetto              | Torero/Buon Natale, amore                                                       |
| GQ 2052            | 1958            | Renato Carosone & il suo sestetto              | Colonel Bogey/Allegro motivetto                                                 |
| GQ 2057            | 1958            | Renato Carosone & il suo sestetto              | Magic Moments/Mama Guitar                                                       |
| GQ 2058            | 1958            | Renato Carosone & il suo sestetto              | 'O Sarracino/Colonel Bogey                                                      |
| GQ 2060            | 1958            | Renato Carosone & il suo sestetto              | Amore di pastorello/A Tisket, A Tasket                                          |
| GQ 2063            | 1958            | Andrè Claveau                                  | Dors mon amour/Le coeur en plätre                                               |
| GQ 2064            | 1958            | Renato Carosone & il suo sestetto              | 'O sarracino/Caravan petrol                                                     |
| AQ 1004            | 1956            | Narciso Parigi                                 | Terra straniera/Fontane Romane                                                  |
| AQ 1012            | 1957            | Narciso Parigi                                 | Torre del mare/Sull'isoletta di Bergeggi                                        |
| AQ 1017            | 1958            | Narciso Parigi                                 | Mattinata fiorentina/Sulla carrozzella                                          |
| AQ 1025            | 1958            | Nicla Di Bruno                                 | Hernando's Hideaway/There once was a ma                                         |
| AQ 1027            | 1958            | Narciso Parigi                                 | Il valzer della povera gente/Canta Firenze                                      |
| AQ 1031            | 1958            | Nicla Di Bruno                                 | Tuppe tuppe mariscià/Mandulino d'o Texas                                        |
| AQ 1033            | 1958            | Narciso Parigi                                 | Serenata del somarello/Cielito lindo                                            |
| AQ 1038            | 1958            | Nicla Di Bruno                                 | Mandulino d' 'o Texas/Tuppe ttuppe mariscià                                     |
| AQ 1068            | 1959            | Gian Costello                                  | Grande uomo/Vivere con te                                                       |
| AQ 1074            | 9 aprile 1959   | Marisa Rossi                                   | Kiss me honey honey/Quando mi baci                                              |
| AQ 1076            | 1959            | Marisa Rossi                                   | Forte forte/Rimani                                                              |
| AQ 1078            | 1959            | Katyna Ranieri                                 | Ti voglio tanto bene/Canalla                                                    |
| AQ 1084            | 22 maggio 1959  | Narciso Parigi                                 | Il postino innamorato/Venere nera                                               |
| AQ 1086            | 1959            | Gian Costello                                  | Oui, oui, oui, oui/Arrivederci                                                  |
| AQ 1094            | 1959            | Marisa Rossi                                   | Take a chance (Vedo te...sogno te...)/Nuvola per due                            |
| AQ 1096            | 1959            | Marisa Rossi e I Discoboli                     | Il tuo sorriso/Giovane per te                                                   |
| AQ 1097            | 1959            | Narciso Parigi                                 | La lavandera di Madera/La strada dell'amore                                     |
| AQ 1098            | 5 ottobre 1959  | Gian Costello                                  | Bella!/The end (La fine)                                                        |
| AQ 1101            | 1959            | The Four Saints                                | Chapel of dreams/Makin' love                                                    |
| AQ 1103            | 1959            | The Four Saints                                | Broken-Hearted Melody/C'è un mondo ancor (The world outside)                    |
| AQ 1104            | 1959            | Narciso Parigi                                 | Fiorentina/Canzone viola                                                        |
| AQ 1108            | 1959            | Marisa Rossi e I Discoboli                     | Amo/Rispondimi                                                                  |
| AQ 1112            | 1960            | Gian Costello                                  | È vero/Non sei felice                                                           |
| AQ 1113            | 1960            | Gian Costello                                  | Romantica/Gridare di gioia                                                      |
| AQ 1114            | 1960            | Gian Costello                                  | Colpevole/Perdoniamoci                                                          |
| AQ 1118            | 1960            | Roberta Gray                                   | The village of St. Bernadette/Sognami                                           |
| AQ 1119            | 1960            | Gian Costello                                  | Amor/Visione                                                                    |
| AQ 1121            | 1960            | Narciso Parigi                                 | Don Chisciotte/Non ritornar                                                     |
| AQ 1123            | 1960            | Narciso Parigi                                 | O pensiero/La Piccinina                                                         |
| AQ 1124            | 1960            | Gian Costello                                  | Quando/Stupenda                                                                 |
| AQ 1125            | 1960            | Narciso Parigi                                 | Non passa più/Violino Tzigano                                                   |
| AQ 1126            | 1960            | Yvette Horner e il suo Complesso musette       | Mustaphà/Romantica                                                              |
| AQ 1127            | 1960            | Yvette Horner e il suo Complesso musette       | Montagnes d'Italie/La petite valse                                              |
| AQ 1128            | 1960            | Gian Costello e I Discoboli                    | Senza parole/Canzoncella italiana                                               |
| AQ 1129            | 1960            | The Four Saints                                | Iceberg/C'è un mondo ancor                                                      |
| AQ 1130            | 1960            | The Four Saints                                | Il nostro concerto/Guardando il cielo                                           |
| AQ 1131            | 1960            | The Four Saints                                | Hallelujah I'm in love/Stay by my side                                          |
| AQ 1132            | 1960            | The Four Saints                                | Someday/My heart belongs to only you                                            |
| AQ 1133            | 1960            | Gian Costello e I Vocal Comet                  | Il tempo si è fermato/Tu prima o poi                                            |
| AQ 1134            | 1960            | Roberta Gray                                   | Mare incantato/Pathetique Melody                                                |
| AQ 1135            | 1960            | Narciso Parigi                                 | Rondini fiorentine/Maggiolina                                                   |
| AQ 1136            | 1960            | Narciso Parigi                                 | Vacanze in Italy/Davanti all'altare                                             |
| AQ 1138            | 1960            | Gian Costello                                  | Grazie/Chissà                                                                   |
| AQ 1143            | 1960            | Gian Costello                                  | Il cielo in una stanza/Liebelei                                                 |
| AQ 1152            | 1960            | Roberta Grey                                   | Winter/Ciao mare                                                                |
| AQ 1156            | 1961            | Corrado Lojacono                               | Non so resisterti/Meravigliosa                                                  |
| AQ 1158            | 1961            | Gian Costello                                  | Un'anima fra le mani/Tra di voi                                                 |
| AQ 1172            | 1961            | Corrado Lojacono                               | Vienimi vicino/Saludos barbudos                                                 |
| AQ 1173            | 1961            | Gian Costello                                  | Una settimana/Uno dei tanti                                                     |
| AQ 1174            | 1961            | Les Chats Sauvages                             | Ma p'tite amie est vache/J'ai pris dans tes yeux                                |
| AQ 1175            | 1961            | Topo Gigio (Peppino Mazzullo)                  | Tu scendi dalle stelle/Stille Nacht                                             |
| AQ 1178            | 1961            | Corrado Lojacono                               | Caramelle di limone/Stelle e baci                                               |
| AQ 1187            | Febbraio 1962   | Corrado Lojacono                               | L'anellino/Nell'immenso del cielo                                               |
| AQ 1189            | 1962            | Gian Costello                                  | I due cipressi/L'ombrellone                                                     |
| AQ 1191            | 1962            | Les Chats Sauvages                             | Twist à Saint-Tropez/Oh! Boy!                                                   |
| AQ 1194            | 1962            | Narciso Parigi                                 | Porta un bacione a Firenze/Madonna fiorentina                                   |
| AQ 1195            | 22 marzo 1962   | Narciso Parigi con Barimar e l'Allegra Brigata | Stornellacci fiorentini 1ª parte/Stornellacci fiorentini 2ª parte               |
| AQ 1197            | 1962            | Topo Gigio (Peppino Mazzullo)                  | Mamma/Mamma passerotto                                                          |
| AQ 1198            | 1962            | Narciso Parigi                                 | Maggio fiorentino/Stornelli d'amore                                             |
| AQ 1202            | 1962            | Corrado Lojacono                               | Fettine di luna/Dove                                                            |
| AQ 1203            | 1962            | Corrado Lojacono                               | America latina/Viso di Madonna                                                  |
| AQ 1205            | 1962            | Topo Gigio (Peppino Mazzullo)                  | Cosa dici mai/Gigio twist                                                       |
| AQ 1208            | 1962            | Topo Gigio (Peppino Mazzullo)                  | Girotondo di Topo Gigio/Nonna Gelsomina                                         |
| AQ 1216            | 1963            | Corrado Lojacono                               | Oggi non ho tempo/Viso di Madonna                                               |
| AQ 1219            | 1963            | Gian Costello                                  | Lydia/Gina                                                                      |
| AQ 1228            | 1963            | Vasso Ovale                                    | Sherry/Esisti tu                                                                |
| AQ 1232            | 1963            | Topo Gigio (Peppino Mazzullo)                  | I tre corsari / La zanzara                                                      |
| AQ 1233            | 1963            | Topo Gigio (Peppino Mazzullo)                  | Non lo faccio più/La giostra del carillon                                       |
| AQ 1234            | 1963            | Topo Gigio (Peppino Mazzullo)                  | Uno per tutte / Giovane giovane                                                 |
| AQ 1236            | 1963            | Corrado Lojacono                               | Stellina mia/Coprirti di baci                                                   |
| AQ 1237            | 1963            | Adamo                                          | Sei qui con me/Che funerale                                                     |
| AQ 1239            | 1963            | Gian Costello                                  | Klingelingelin/Raccontami di te                                                 |
| AQ 1242            | 1963            | Vasso Ovale                                    | Pietà/Amami subito                                                              |
| AQ 1245            | 1963            | Topo Gigio (Peppino Mazzullo)                  | Bianco Natale / La canzone della slitta                                         |
| AQ 1249            | 1963            | Narciso Parigi                                 | Le ragazze di Monticelli (parte 1°)/Le ragazze di Monticelli (parte 2°)         |
| AQ 1256            | 15 ottobre 1963 | Alice Dona                                     | 18 anni/L'autobus del mattino                                                   |
| AQ 1257            | 1963            | Gianna Forretti                                | Non sparlare di me/Twist sotto l'albero                                         |
| AQ 1258            | 1963            | Salvatore Adamo                                | Perduto amore/Gridare il tuo nome                                               |
| AQ 1259            | 1963            | Les Chats Sauvages                             | Moins d'une minute/Elle t'aime                                                  |
| AQ 1271            | 1965            | Gian Costello                                  | Prima prima prima/Vieni bambina                                                 |
| AQ 1272            | 12 marzo 1964   | Gianna Forretti                                | Vai scrivendo con il gesso/Se mi bocciano agli esami                            |
| AQ 1274            | 1964            | Jean Domino                                    | Amico ascoltami/Lo schiaffo                                                     |
| AQ 1275            | 1964            | Gian Costello                                  | Week-end in Portofino/Toi                                                       |
| AQ 1277            | 1964            | Vasso Ovale                                    | Con me vivrai l'estate/Non ti cerco più                                         |
| AQ 1278            | 1964            | Narciso Parigi                                 | Strofette a spillo (1ª parte)/Strofette a spillo (2ª parte)                     |
| AQ 1279            | 1964            | Narciso Parigi                                 | Le ragazze d'Italia (parte 1°)/Le ragazze d'Italia (parte 2°)                   |
| AQ 1280            | 1964            | Enzo Mazza                                     | La cartolina/Quando tu mi guardi                                                |
| AQ 1286            | 1964            | Michelino                                      | Era una notte nera/El moro                                                      |
| AQ 1287            | 1964            | Narciso Parigi                                 | Beccaccio 71/Fumava un sigaro                                                   |
| AQ 1288            | 1964            | Narciso Parigi                                 | I ragazzi di Legnaia (parte 1°)/I ragazzi di Legnaia (parte 2°)                 |
| AQ 1289            | 1964            | Narciso Parigi                                 | La cacciuccata/Il baco Gigi                                                     |
| AQ 1291            | 1964            | Tina Forleo                                    | Dove sono le mie canzoni/Stelle finte                                           |
| AQ 1292            | Ottobre 1964    | Silvia Oggioni                                 | Se ascolto quel disco/Se tu non vuoi                                            |
| AQ 1296            | 1965            | Vasso Ovale                                    | Piangi se vuoi/Come te                                                          |
| AQ 1297            | 1965            | Sacha Distel                                   | Non so più che santo pregare/Una come te                                        |
| AQ 1298            | 1965            | Sacha Distel                                   | Canzone orientale/Quando sento le chitarre                                      |
| AQ 1301            | 1965            | Dick Rivers                                    | Io prego/Se l'amore somigliasse a te                                            |
| AQ 1303            | 1965            | Gian Costello                                  | Prima prima prima/Vieni bambina                                                 |
| AQ 1305            | 1965            | Narciso Parigi                                 | Good night, Firenze/Un amore a Firenze                                          |
| AQ 1307            | 1965            | Michelino e il suo complesso                   | Mancano tre ore/Il quattroruote                                                 |
| AQ 1308            | 1965            | Dick Rivers                                    | Non voglio più saperne/E mai più                                                |
| AQ 1309            | 1965            | Johnny Sacco                                   | Ballata greca/Quando l'autunno riporta il silenzio                              |
| AQ 1313            | 1965            | Giulia Shell                                   | Vorrei, io vorrei/Stasera o mai                                                 |
| AQ 1316            | 1965            | Vasso Ovale                                    | Treni, navi e aerei/Più non sbaglierò                                           |
| AQ 1320            | 1965            | Sacha Distel                                   | Un grosso scandalo/Vorrei parlare con Marta                                     |
| AQ 1321            | 1965            | Marc Aryan                                     | Katy/Di nessun altro                                                            |
| AQ 1323            | 1966            | I 5 Gentlemen                                  | Cosa mi vieni a dire/Quel che ho fatto                                          |
| AQ 1328            | 1966            | Claude Ciari                                   | E poi che farò/La fille de Brasilia                                             |
| AQ 1330            | 1966            | Narciso Parigi                                 | Stornellacci...e basta (I parte)/Stornellacci...e basta (II parte)              |
| AQ 1333            | 1966            | Sacha Distel                                   | Signor cannibale/In fila indiana                                                |
| AQ 1334            | 1966            | The Blacks                                     | Tu sei come me/Rimani                                                           |
| AQ 1335            | 1966            | Narciso Parigi                                 | Questo e quello/Tre franchi di pietà                                            |
| AQ 1337            | 1966            | Gian Costello                                  | Ed in cambio tu/Una stazione e due innamorati                                   |
| AQ 1340            | 1966            | Lamberto                                       | Parleremo un po' di lei/Un uomo che piange                                      |
| AQ 1341            | 1966            | Manuel De Sica                                 | Questa squallida città/Quando verso sera                                        |
| AQ 1348            | 1966            | Sacha Distel                                   | Facile da dire/Il coccodrillo                                                   |
| AQ 1351            | 1967            | Dick Rivers                                    | Storia di un uomo/Per te                                                        |
| AQ 1352            | 1967            | Marta Lami                                     | M'innamorai di te/Io ti ruberei                                                 |
| AQ 1353            | 1967            | Sacha Distel                                   | Qualche stupido ti amo/Resta con me per sempre                                  |
| AQ 1355            | 1967            | Mario Roberti                                  | Oggi comincia la mia vita/Gioco d'attesa                                        |
| AQ 1356            | 1967            | Anna Berdondini                                | La nostra guerra non finisce mai/L'unico fra gli uomini                         |
| AQ 1357            | 1967            | Georges Chelon                                 | Ci vedremo domani/Credi a me                                                    |
| AQ 1360            | 1967            | Sacha Distel                                   | La quadriglia/L'incendio a Rio                                                  |
| AQ 1362            | 1967            | Narciso Parigi                                 | Le ragazze degli altri rioni (1ª parte)/Le ragazze degli altri rioni (2ª parte) |
| AQ 1365            | 1968            | Sacha Distel                                   | Romeo e Giulietta/Facile da dire                                                |
| AQ 1366            | 1968            | Silvano Mattei                                 | Pioggia di settembre/Torna da me                                                |
| AQ 1368            | 1968            | Sacha Distel                                   | Arriva il mago/I baffi                                                          |
| AQ 1369            | 1968            | Narciso Parigi                                 | La ballata bollata/Quanto la mi piace                                           |
| AQ 1370            | 1968            | Narciso Parigi                                 | Adieu mon ami/Madonna                                                           |
| AQ 1375            | 1969            | Sacha Distel                                   | Il buon umore/E ti dico "ti amo"                                                |
| AQ 1382            | 1969            | Sacha Distel                                   | Un giorno o l'altro/L'amore mio sei tu                                          |